# 保坂正紀
保坂 正紀（ほさか まさき、1958年1月17日 - ）はテレビ朝日の元アナウンサー、元社員。1980年代に『ワールドプロレスリング』の実況を担当していたことで知られる。

## 来歴・人物
山梨県甲府市出身。山梨県立甲府第一高等学校、法政大学社会学部を卒業し、1980年にテレビ朝日入社。同期には松苗慎一郎がいる。
小学生時代から放送部員。高校生時代には地元の山梨放送ラジオの番組「たむたむたいむ」及び「Midnight in 801」にレギュラー出演していたことがあった。大学生時代にはアナウンス専門学校に通っていた。
ニュースからスポーツ、バラエティー番組で活躍し、1999年にアナウンス部から広報局に異動となりアナウンス職から離れた（広報局には同じくアナウンス部から異動となった川北桃子がいる）。
『ワールドプロレスリング』では、初代タイガーマスクの試合実況を数多く担当。リング上で展開される技に合わせて、タメを作るアナウンスメントを行っていたが、古舘伊知郎の「間」を空けずに実況し続ける個性的な実況に対し、保坂は「試合をジックリ見て欲しい」との考えから、タメを作っていた。古舘が番組を卒業し、番組が『ギブUPまで待てない!!ワールドプロレスリング』にリニューアルした後の1987年4月から1年間はメイン実況を務めた。
2006年には所属は広報部のまま、古巣とも言える『ワールドプロレスリング』のオープニング・エンディングの提供ナレーションを担当した。2010年時点では報道局ニュース情報センターに在籍し、部長待遇で芸能文化デスクを務めていた。
2018年に定年を迎えた後も引き続きテレビ朝日に勤務（部署不明）した。2023年、嘱託契約満了に伴い退職。

## 過去の担当番組

### 高校生時代
- たむたむたいむ(山梨放送ラジオ)[3]

### テレビ朝日入社後
レギュラー番組
| 期間               | 期間               | 番組名                   | 役職                                    |
| ------------------ | ------------------ | ------------------------ | --------------------------------------- |
| 1983年4月          | 1984年9月          | 江森陽弘モーニングショー | サブ司会                                |
| 1984年10月         | 1986年3月          | こんにちは2時            | サブ司会                                |
| 1988年4月1993年4月 | 1989年9月1994年9月 | ANNニュースフレッシュ    | 平日担当キャスター                      |
| 1988年4月          | 1989年9月          | おはよう!CNN             | 平日レギュラーキャスター                |
| 1991年10月         | 1993年3月          | CNNデイブレイク          | 『ANNニュースフレッシュ』担当キャスター |
| 1994年10月         | 1996年9月          | ANNニュースフレッシュ    | 月～木曜日担当キャスター                |
| 1999年4月          | 2000年3月          | ANNニュースフレッシュ    | 週末担当キャスター                      |

イレギュラー番組・その他
- ANNスポーツニュース
- ワールドプロレスリング
- 歌謡ドッキリ大放送!!
- （欽ちゃんの）どこまで笑うの?!
- 番組対抗Qイズ謎語（1992年 - 1993年）
- ウッチャンナンチャンの炎のチャレンジャーこれができたら100万円!!
- 紺野美沙子の科学館
- 火曜ミステリー劇場「超高層ホテル殺人事件」（1990年）

### テレビ朝日退社後
- 真夜中のハーリー&レイス(ラジオ日本) 2023年2月5日放送分ゲスト[5]
- はみだし しゃべくりラジオ キックス(山梨放送ラジオ)  2023年2月7日放送分ゲスト[6]